# 長沙磁浮快線
長沙磁浮快線（ちょうさじふかいせん、中文表記: 长沙磁浮快线、英文表記: Changsha Maglev Express）は、中華人民共和国（通称：中国）湖南省長沙市にある磁気浮上列車路線である。

## 沿革
- 当鉄道は、中国初の国産磁気浮上列車である。路線は延長18キロメートル以上にわたっており、磁浮機場駅(長沙黄花国際空港) - 磁浮㮾梨駅 - 磁浮高鉄駅(長沙南駅)間を走行する[1]。
- その鉄道車両は、最高速度120キロメートル毎時対応として設計されているが、現在は最大速度100キロメートル毎時で走行している[2]。
- 2014年5月より建設が開始され、当プロジェクトは概算で46億元（7億4,900万ドル）の投資を受けている[3]。2015年12月に試験走行を行い、そして2016年5月6日に試験営業運転が開始された[4]。
- 現時点では長沙黄花国際空港の第1ターミナルに運行しているが、将来的には第2・第3ターミナルへも計画されている。(第2・第3ターミナル方面は第1ターミナルを経由しない予定)

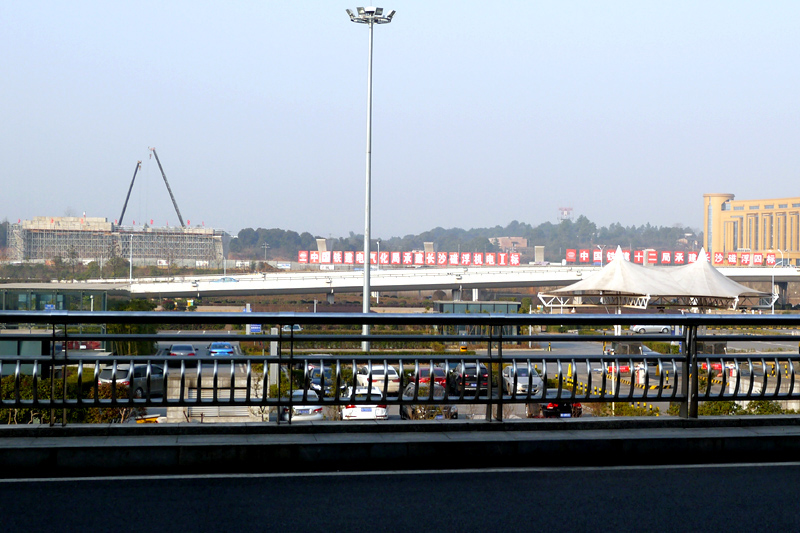
長沙黄花国際空港前の建設中の軌道（2015年1月）
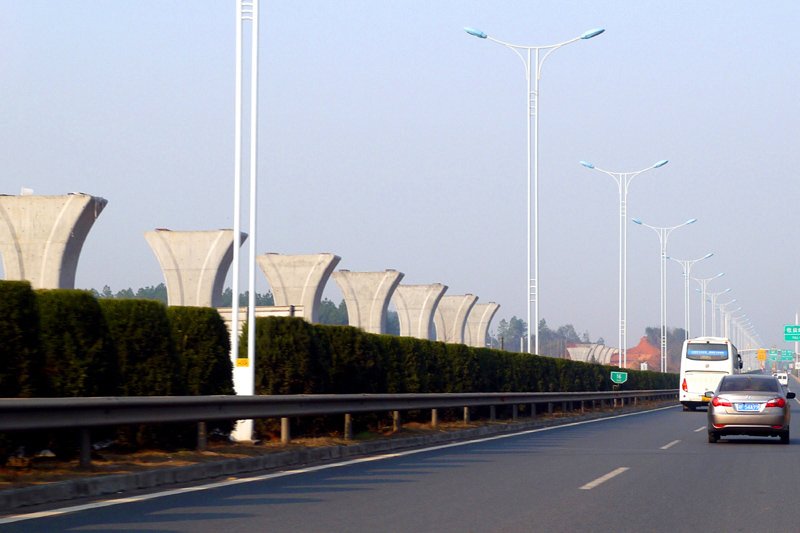
長沙通りに沿った建設中の軌道高架（2015年1月）
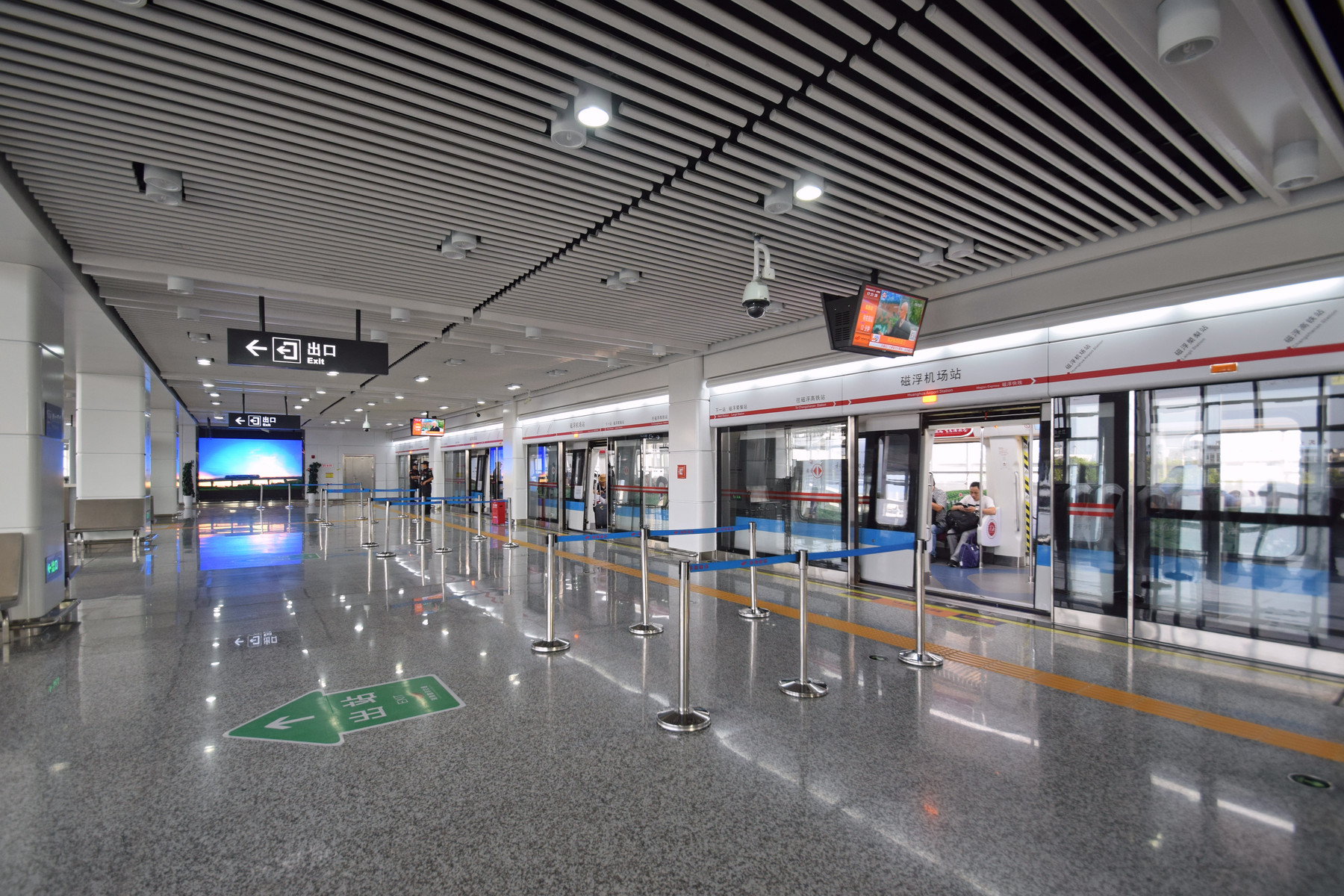
磁浮機場駅のホーム
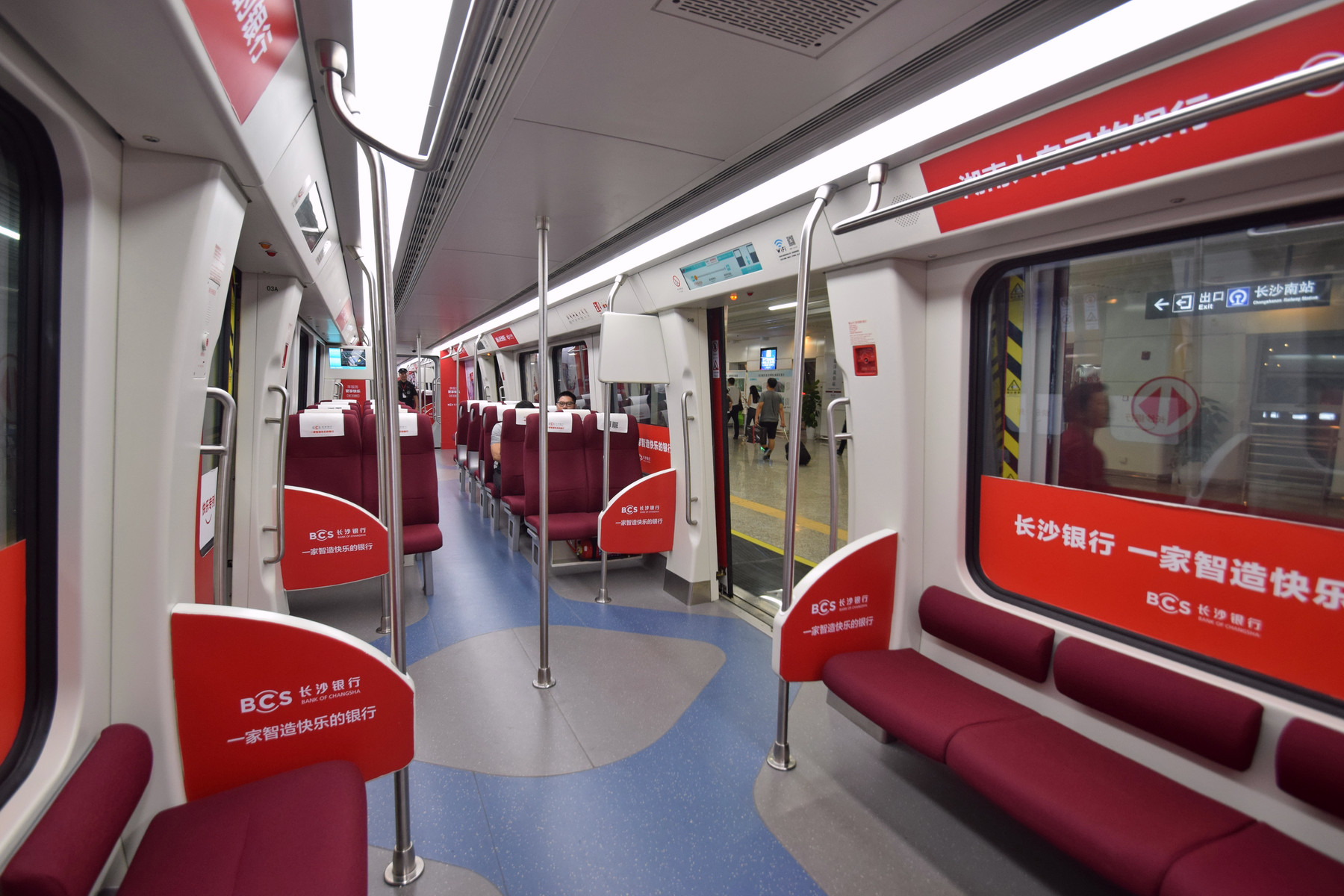
磁気浮上列車の内装

## 駅一覧
- 以下の表では、未確定の駅名と未開通の路線は斜体で示される。

| 駅名                                                                                        | 駅名            | 駅名                                            | 駅間 キロ | 累計 キロ | 接続路線・備考                                   | 所在地        | 所在地 |
| 日本語                                                                                      | 簡体字中国語    | 英語                                            | 駅間 キロ | 累計 キロ | 接続路線・備考                                   | 所在地        | 所在地 |
| ------------------------------------------------------------------------------------------- | --------------- | ----------------------------------------------- | --------- | --------- | ------------------------------------------------ | ------------- | ------ |
| 本線                                                                                        |                 |                                                 |           |           |                                                  |               |        |
| 磁浮高鉄駅(長沙火車南站駅)                                                                  | 磁浮高铁站      | Changshanan Maglev Station                      |           |           | ■CR長沙南駅 ■2号線 ■4号線                        | 湖南省 長沙市 | 雨花区 |
| 磁浮会展中心駅                                                                              | 磁浮会展中心站  | Convention and Exhibition Center Maglev Station |           |           |                                                  | 湖南省 長沙市 | 長沙県 |
| 磁浮㮾梨駅                                                                                  | 磁浮㮾梨站      | Langli Maglev Station                           |           |           |                                                  | 湖南省 長沙市 | 長沙県 |
| 磁浮汽車城駅                                                                                | 磁浮汽车城站    | Automobile City Maglev Station                  |           |           | ■磁浮快線支線 (磁浮機場 (T2)・磁浮機場 (T3)方面) | 湖南省 長沙市 | 長沙県 |
| ↓■磁浮快線 (T2/T3)支線磁浮機場 (T2)・磁浮機場 (T3)方面へ一部直通運転 (磁浮機場駅非経由予定) |                 |                                                 |           |           |                                                  |               |        |
| 磁浮機場駅(黄花機場T1T2駅)                                                                  | 磁浮机场站      | Huanghua Airport Maglev Station                 |           |           | ✈長沙黄花国際空港 第1ターミナル ■6号線           | 長沙市        | 長沙県 |
| 機場 (T2/T3)支線                                                                            |                 |                                                 |           |           |                                                  |               |        |
| ↑■磁浮快線本線磁浮高鉄方面へ直通運転 (磁浮機場駅非経由予定)                                 |                 |                                                 |           |           |                                                  |               |        |
| 磁浮汽車城駅                                                                                | 磁浮汽车城站    | Automobile City Maglev Station                  |           |           | ■磁浮快線本線 (磁浮機場方面)                     | 長沙市        | 長沙県 |
| 磁浮機場 (T2)駅                                                                             | 磁浮机场 (T2)站 | Huanghua Airport T2 Maglev Station              |           |           | ✈長沙黄花国際空港 第2ターミナル                  | 長沙市        | 長沙県 |
| 磁浮機場 (T3)駅 (黄花機場T3駅)                                                              | 磁浮机场 (T3)站 | Huanghua Airport T3 Maglev Station              |           |           | ✈長沙黄花国際空港 第3ターミナル ■6号線           | 長沙市        | 長沙県 |

## 運行形態
日中は全線往復運転し、各駅停車となっている。2016年5月6日に試験営業運転の開始当初は24分30秒間隔で運転されていたが、2016年8月4日ダイヤ改正により、日中時間帯の運転間隔を15分30秒間隔に改める。リニア機場駅またはリニア高鉄駅からの始発は7：00で、終電は21：00である。全線の運行時間は片道19分30秒となっている。